# Стоил Косовски
Редник Стоил Илиев Косовски отбива редовната си военна служба като граничар на българо-гръцката граница на гранична застава „Круша“, находяща се югоизточно от с. Вълче поле, общ. Любимец.
На 31 март 1952 г. той загива в престрелката при връх Сарабурун с въоръжена група. В сражението загиват още двама граничари от съседни застави – младши сержант Асен Илиев и ефрейтор Георги Стоименов.
С министерска заповед, Стоил Косовски е повишен посмъртно в звание младши лейтенант и получава отличието „Герой на Гранични войски“.
Впоследствие застава „Круша“ е преименувана на „Стоил Косовски“.
В центъра на с. Вълче поле има паметник на тримата загинали граничари. Част от личните им вещи, снимки, личното оръжие и бюстовете им от граничния отряд в гр. Любимец и от заставите, на които са служили сега, се съхраняват в музея на граничарите в бившия граничен отряд в гр.Ивайловград.